# Erich Hörtnagl
Erich Anton Hermann Hörtnagl, född 2 november 1950 i Innsbruck, Österrike, är en  österrikisk-svensk regissör.
Erich Hörtnagl studerade regi, filmfoto och klippning på den berömda filmskolan Centro Sperimentale di Cinematografia i Rom 1976-1979. Han regisserade flera kortfilmer i Italien. Bor i Sverige sedan 1979 och har arbetat som regissör och producent, line-producer, regi-assistent och produktionsledare inom flera stora film- och TV-produktioner. 

## Regi och filmmanus
- 2010 - Tatort: Lohn der Arbeit
- 2008 - Kicks and hugs
- 2006 - Two steps from heaven (TV-serie)
- 2004 – Den som frykter ulven
- 2000-02 - Tyrol - Harmony of contrasts
- 1998-2004 - Public secrecies (TV-serie, 21 avsnitt)
- 1995 - Petri tårar
- 1991 – Pegaso (TV-serie)

## Filmografi roller
- 1997 - Bara prata lite (Kocken)
- 1989 - Maxantino (Kommissar Clisenti)
- 2013 - Sune on road trip (italiensk husköpare)